# Anneli Saaristo

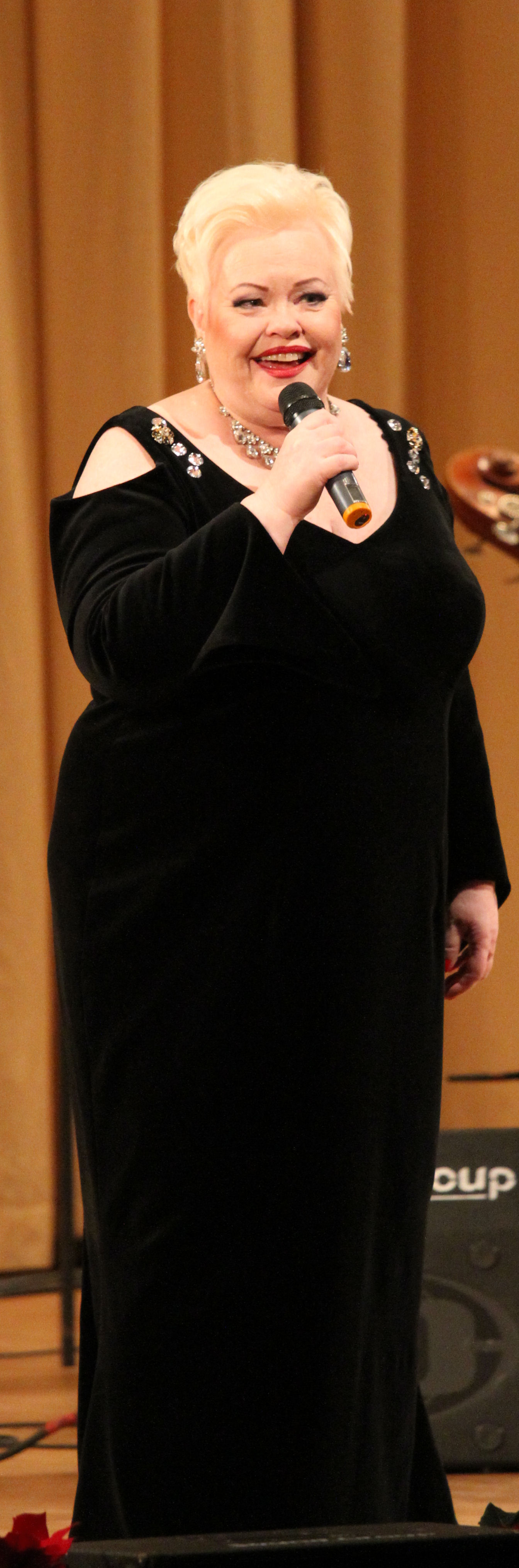
Anneli Saaristo (2009)

Anneli Saaristo (eigentl.: Terttu Anneli Orvokki Saaristo; * 15. Februar 1949 in Jokioinen) ist eine finnische Sängerin.

## Leben und Wirken
In den 1970er Jahren nahm Saaristo schon an Gesangswettbewerben teil und war Sängerin eines Tanzorchesters. 1980 erschien ihr erstes Album, dem zahlreiche weitere folgten. Sie nahm insgesamt dreimal an der finnischen Vorentscheidung zum Eurovision Song Contest teil, 1978 erreichte sie den vierten und 1984 den dritten Platz. Im Jahr 1989 siegte sie in der Vorauswahl und durfte daher beim Concours Eurovision de la Chanson 1989 in Lausanne auftreten. Ihr mediterran anmutende Chanson La Dolce Vita kam auf den siebten Platz.

## Diskografie
Alben
- Aina aika rakkauden (1980)
- Elän hetkessä (1984)
- Näin jäätiin henkiin (1985)
- Tuuli, laivat ja laulu (1987)
- La dolce vita (1989, FI: Gold)[3]
- Appelsiinipuita aavikkoon (1992)
- Kypsän naisen blues (1995)
- Helminauha (1999)
- Kaksi sielua (2004)
- Uskalla rakastaa (2009)
- Elämäni Lauluja (2010)
- Kissan mieli (2012)